# Grand Detour Township
Die Grand Detour Township ist eine von 24 Townships im Ogle County im Norden des US-amerikanischen Bundesstaates Illinois.

## Geografie
Die Grand Detour Township liegt im Norden von Illinois rund 165 km westlich von Chicago. Die Grenze zu Wisconsin liegt rund 70 km nördlich; der Mississippi, der die Grenze zu Iowa bildet, befindet sich rund 60 km westlich.
Die Grand Detour Township liegt am rechten Ufer des Rock River auf 41°54′42″ nördlicher Breite und 89°27′20″ westlicher Länge und erstreckt sich über 30,04 km², die sich auf 28,23 km² Land- und 1,81 km² Wasserfläche verteilen.
Die Grand Detour Township liegt im Süden des Ogle County und grenzt im Süden durch den Rock River getrennt an das Lee County. Innerhalb des Ogle County grenzt die Grand Detour Township im Westen an die Woosung Township, im Norden an die Pine Creek Township, im Nordosten an die Oregon-Nashua Township und im Osten an die Taylor Township.

## Verkehr
Durch den Osten der Grand Detour Township führt die parallel zum Rock River verlaufende Illinois State Route 2. Alle weiteren Straßen sind County Highways sowie weiter untergeordnete und zum Teil unbefestigte Fahrwege.
Der nächstgelegene Flughafen ist der rund 50 km nordöstlich der Township gelegene Chicago Rockford International Airport.

## Bevölkerung
Bei der Volkszählung im Jahr 2010 hatte die Township 698 Einwohner. Neben Streubesiedlung existiert in der Grand Detour Township mit Grand Detour nur eine gemeindefreie Siedlung, die aus statistischen Gründen als CDP geführt wird.